# Доре, Гюстав
Луи́ Огю́ст Гюста́в Доре́ (фр. Louis Auguste Gustave Doré; 6 января 1832, Страсбург — 23 января 1883, Париж) — французский график, один из самых знаменитых художников-иллюстраторов XIX века, живописец и скульптор.

## Жизнь и творчество
Родился Гюстав в семье строителя мостов Пьера-Луи-Христофора Доре́. С самого раннего детства поражал окружающих мастерством рисунка. Спустя некоторое время, в 1841 году семья художника перебирается в Бур. Этот переезд оказал огромное влияние на всю художественную деятельность Доре. В 1847 году Гюстав вместе с матерью переезжает в Париж, где его определяют в Лицей Карла Великого. Затем молодой художник отправляется к главному редактору «Журналь пур рир» Филипону с серией рисунков подвигов Геракла и зачисляется сотрудником, получая при этом зарплату в 5000 франков. В конце этого же года был опубликован альбом литографий «Подвиги Геркулеса», изданный Обером, в котором указывалось, что автор этих литографий — пятнадцатилетний художник, выполнивший их без учителя и не имея классического образования.
Известно, что художник делил свой рабочий день на три части: утро посвящалось графике, полдень — живописи, вечер — снова графике.
Доре так и не получил художественного образования, но проводил время в Лувре и Национальной библиотеке, изучая картины и гравюры.
В 1848 году художник становится участником салона, где выставляет свои работы. Спустя четыре года он порывает свои отношения с журналом. С этого момента Гюстав Доре занимается оформлением дешёвых изданий. В 1853 году иллюстрировал Байрона; в том же году увидела свет Библия в переводе Людвига Филиппсона с иллюстрациями Доре.

В 1854 году, в связи с разразившейся Крымской войной, выходит его первая самостоятельная книга-альбом «История Святой Руси» (полное название «Живописная, драматическая и карикатурная история Святой Руси на основании текстов хроникеров и историков Нестора, Сильвестра, Карамзина, Сегюра и т. д. в 500 рисунках с комментариями» фр. Histoire pittoresque dramatique et caricaturale de la Sainte Russie, d'après les chroniqueurs et historiens Nestor Nikan Sylvestre Karamsin Ségur etc.) — антирусский военный памфлет.
В 1854 году также появляются иллюстрации к «Гаргантюа и Пантагрюэлю» и выходит альбом литографий «Парижский зверинец» (гротескные зарисовки парижского быта). В 1855 году вышли в свет рисунки к «Озорным рассказам» Бальзака. В 1858 году работал в театре Буфф-Паризьен над декорационным оформлением премьеры оперетты Жака Оффенбаха «Орфей в аду». 1860-е годы принесли миру иллюстрации к «Аду» и «Раю» Данте, к сказкам Шарля Перро, к приключениям барона Мюнхгаузена и «Дон Кихоту». В 1867 году в Лондоне была проведена выставка произведений французского художника. С 1869 года сотрудничает с Блэнчардом Джероллдом. Блэнчарда Джероллда вдохновило издание «Microcosm of London» Томаса Роуландсона, Уильяма Пайна и Рудольфа Акерманна, изданное в 1808 году. Поэтому возникает идея создать многосторонний образ Лондона и уместить его в одном издании. В результате этого Гюстав Доре подписывает пятилетний проект с Grant & Co. Художник обязывается пребывать в Лондоне в течение трёх месяцев и получает сумму в размере 10 000 фунтов стерлингов в год в качестве трудовой оплаты. Книга «London: A Pilgrimage» с 180 иллюстрациями увидела свет в 1872 году. Однако издание было холодно встречено критиками, именно так отнеслись к графику Art Journal и Westminster Review. В 1870-х годах Доре выполнил цикл гравюр «Версаль и Париж», а также оформил издание по истории Испании.
В 1874—1879 году нарисовал 87 иллюстраций к трехтомному изданию «Божественной комедии» Данте, вышедшему в петербургском издательстве Маврикия Вольфа.
Доре называют величайшим иллюстратором XIX века за непревзойдённую игру света и тени в его графических работах.
Похоронен на кладбище Пер-Лашез.

## Галерея работ
- «Андромеда»
- «Ecce homo»
- «Синяя Борода, жена и ключ»
- «Мальчик-с-пальчик»
- «Красная Шапочка»
- «Красная Шапочка»
- «Барон Мюнхгаузен»
- «Божественная комедия»
- «Божественная комедия (Ад)»
- «Божественная комедия»
- «Потерянный рай»
- «Всемирный потоп»
- «Битва при Хаттине»
- «Гаргантюа и Пантагрюэль»
- «Иаков, сражающийся с ангелом» (1855)
- «Загадка» (лат. aenigma)

## Связанные статьи
- Иллюстрации Гюстава Доре к Библии